# ヴルフケルパー361
ヴルフケルパー361とは、ナチス・ドイツが開発した擲弾で、第二次世界大戦中にドイツ国防軍が使用した。名称の意味は、直訳すれば投射体361。ヴルフケルパー361はロイヒトピストーレ、つまり信号拳銃から射撃するよう設計されている。

## 設計
ヴルフケルパー361はロイヒトピストーレ34、ロイヒトピストーレ42、シュトゥルムピストーレから撃ち出せる擲弾である。これはドイツの兵員に、友軍の危険なしに歩兵や砲兵の火器では満足に対抗できない近距離において、標的と交戦できる小型軽量の擲弾発射器を与えた。
ヴルフケルパー361擲弾はベークライトまたは木製の軸をM39卵型手榴弾にねじ込み、ロイヒトピストーレから撃ち出せるようにしたものである。軸の基部内には雷管がついており、爆発を伝えるフラッシュチューブを介して擲弾基部の遅延信管に接続している。ロイヒトピストーレは中折れ式の銃で、推進薬を詰めた真鍮かアルミ製の薬莢を銃の薬室まで押し込む。そののち、軸の基部付近に付いた安全ピンを除去して擲弾を作動準備し、軸を信号拳銃に差し込んで薬莢の中まで押し込む。銃を閉鎖し、射撃のために撃鉄を起こす。射撃すると軸と擲弾が銃身から押し出され、軸の基部にある撃針が雷管を打撃、爆炎がフラッシュチューブを伝わり遅延信管を発火させる。遅延信管が最後まで燃えると擲弾は爆発する。
ヴルフケルパー361はヴルフグラナーテ・パトローネ326よりは効果的だったと考えられている。理由は炸薬量が多いからであるが、両方の擲弾にはそれぞれの使い道があった。ヴルフグラナーテ・パトローネ326は低い弾道で直射を狙うため飛距離と正確さを要した。一方でヴルフケルパー361は高い弾道で間接射撃に用い、そうした状況では弾片が有効だった。ヴルフケルパー361は破片の危険性のために46m以内での使用が推奨されていない。最大範囲は仰角45度で約78mに限られているが、それは遅延信管が4.5秒だったためである。

## 画像

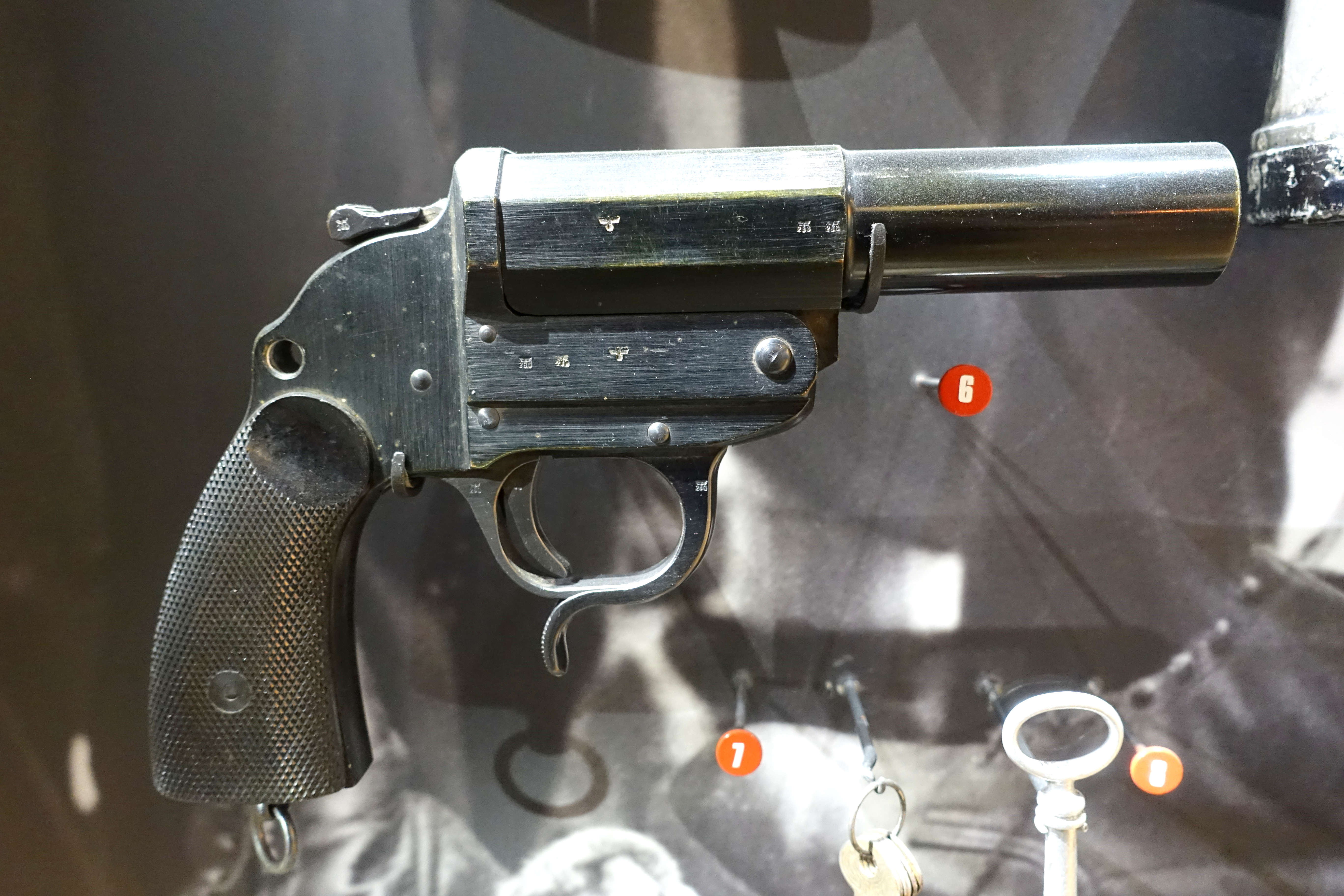
ロイヒトピストーレ34。
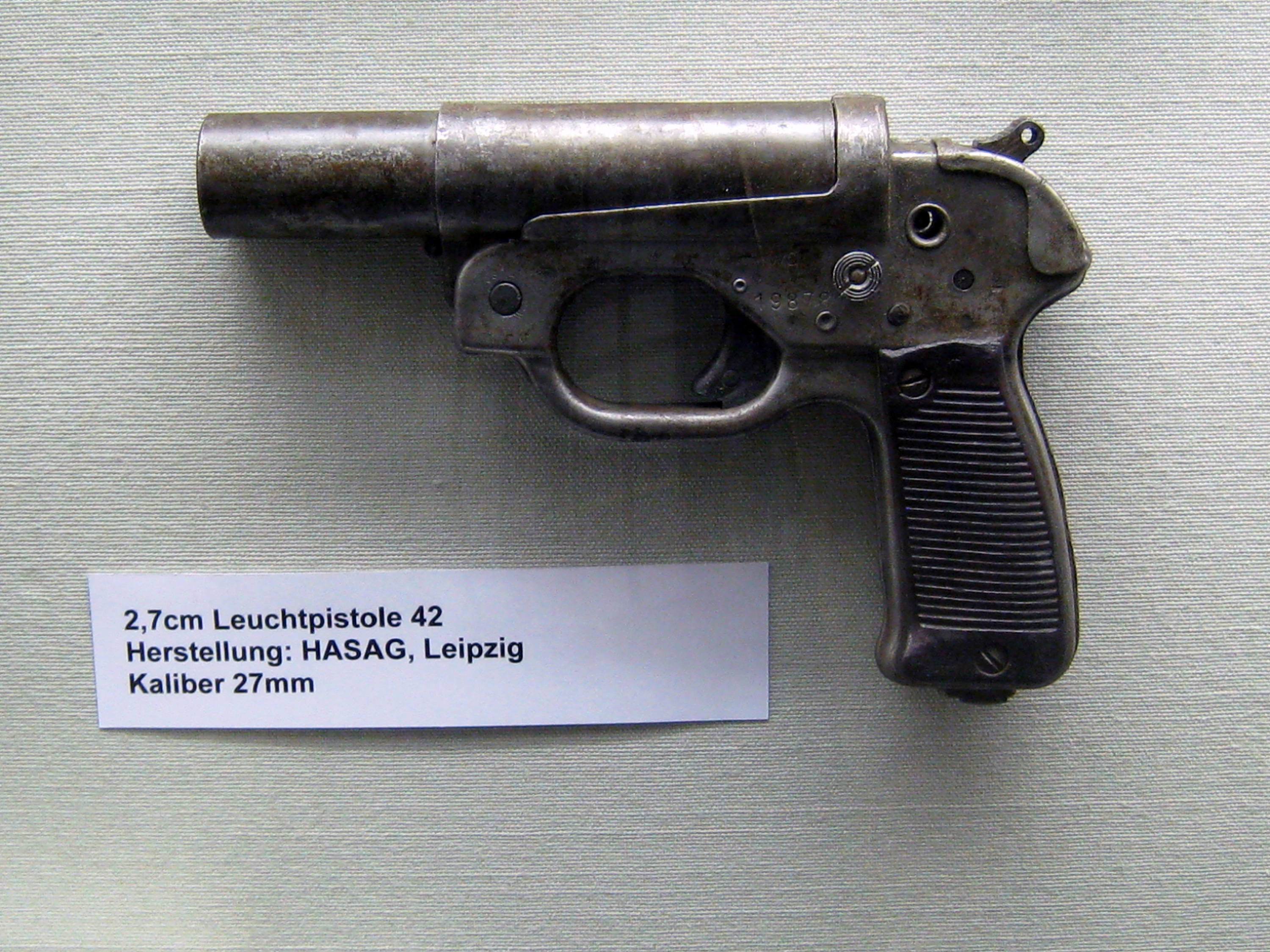
ロイヒトピストーレ42。
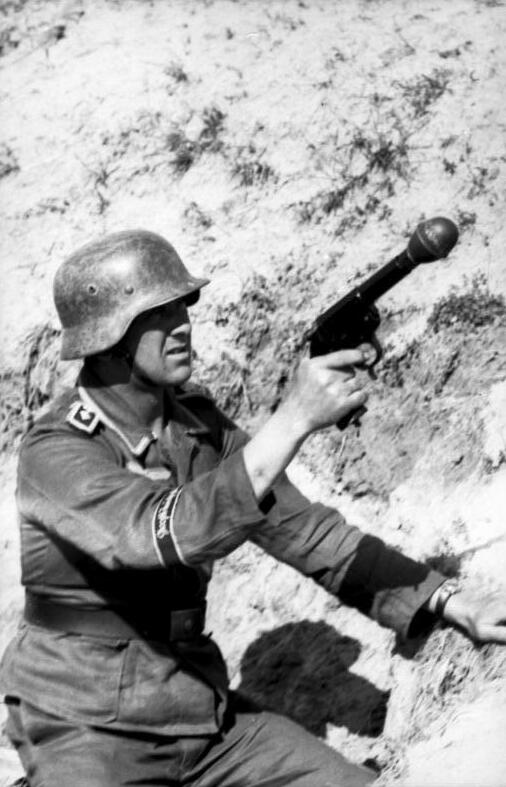
ヴルフケルパー361を付けたシュトゥルムピストーレ。